# Thomson Developmental Road
Die Thomson Developmental Road ist eine Fernverkehrsstraße im Zentrum des australischen Bundesstaates Queensland. Sie verläuft in Nordost-Südwest-Richtung und hat eine Länge von 319 km. Sie verbindet den Landsborough Highway in Longreach mit der Diamantina Developmental Road bei Windorah.

## Verlauf
Die asphaltierte Straße verlässt Longreach in südwestlicher Richtung und begleitet den namensgebenden  Thomson River in ca. 25–30 km Abstand.
In Stonehenge erreicht die Thomson Developmental Road den Fluss und bei Jundah überquert sie ihn. Auf dem letzten Streckenabschnitt, kurz vor Galway Downs, ist ein ca. 20 km langes Straßenstück unbefestigt.
Ca. 10 km nordöstlich von Windorah trifft die Straße auf die Diamantina Developmental Road.